# Alfred Lane
Pour les articles homonymes, voir Lane.
Alfred Page « Al » Lane  (né le 26 septembre 1891 à New York et mort en octobre 1965 à New York, est un tireur sportif américain.

## Palmarès
- Jeux olympiques d'été de 1912 à Stockholm (Suède):
  -  Médaille d'or en pistolet tir rapide à 25 m.
  -  Médaille d'or en pistolet à 50 m.
  -  Médaille d'or en pistolet à 50 m par équipes.

- Jeux olympiques d'été de 1920 à Anvers (Belgique):
  -  Médaille d'or en pistolet à 30 m par équipes.
  -  Médaille d'or en pistolet à 50 m par équipes.
  -  Médaille de bronze en pistolet à 50 m.